# Внутрипартийные выборы в России (2016)
Внутрипартийные выборы в России в 2016 году — общенародные выборы кандидатов российских партий в 2016 году для предстоящих в сентябре того же года выборах в Государственную Думу Российской Федерации, а также назначенных на то же время депутатов некоторых региональных парламентов. Внутрипартийные выборы были проведены партиями Единая Россия, РПР-ПАРНАС, Партия Роста и Альянс зелёных. Кроме того, КПРФ с помощью общенародного интернет-голосования в 2016 году избирала помощников будущих депутатов Государственной думы. Внутрипартийные выборы (в зависимости от партии) проводились в следующих формах: открытые праймериз с участием всех граждан, обладающих активным избирательным правом, интернет-голосование с участием всех зарегистрированных на специальном сайте пользователей, отбор кандидатов специальными выборщиками.

## Правовой статус внутрипартийных выборов в России
С точки зрения российского законодательства кандидаты от партий выдвигаются их съездами (на региональном уровне партийной конференцией или общим собранием, а в случае отсутствия регионального отделения назначаются партийным органом). Поэтому любые внутрипартийные голосования в России являются мероприятиями, которые партии реализуют исключительно добровольно и по своей инициативе и результаты которых могут не учитывать при выдвижении кандидатов. Также с точки зрения российского избирательного законодательства нет никаких ограничений для участника праймериз по проведению им агитации: отсутствуют избирательные счета и финансовая отчетность для кандидатов, не ограничены объем выпускаемой агитационной продукции и ее размещение.

## Партия «Единая Россия»
Данные внутрипартийные выборы были третьими «Единой России». Они состоялись 22 мая 2016 года по всей России. Во время данного мероприятия проголосовало более 9 млн человек. Выборы имели рекомендательное значение.
Во время данных выборов впервые были введены обязательные дебаты и появилась возможность проголосовать сразу за нескольких кандидатов.

## «Партия народной свободы»
РПР-ПАРНАС провела предварительное голосование под названием «Волна Перемен». Кандидатом на них мог стать любой гражданин России не моложе 21 года, обладающий пассивным избирательным правом (наличие или отсутствие судимости не имело значения). ПАРНАС ввел другой ограничительный признак — обязанность кандидата внести для участия в праймериз организационный взнос в 20 тыс. рублей. Голосование прошло 28 — 29 мая 2016 года, в котором участвовали 95 кандидатов. В ходе кампании кандидаты вели дискуссии в пространстве Twitter. Праймериз сопровождались внутренними конфликтами между кандидатами, попаданием базы с персональными данными избирателей в свободный доступ, а само голосование руководством ПАРНАС было признано «провалившимся». Рейтинг партии по итогам праймериз (и без того не превышавший 1 %) снизился. Однако в ходе праймериз стал узнаваем и попал в федеральный список ПАРНАС самовыдвиженец из Саратова Вячеслав Мальцев.

## Партия Роста
Партия Роста проводила отбор кандидатов в форме отчасти напоминающей праймериз — «Трибуна Роста». Выдвинуть свою кандидатуру на них мог любой желающий (вне зависимости от партийной принадлежности) не моложе 21 года и не старше 35 лет, причем не из всех регионов. Отбор проходил не в форме всенародного голосования, а по решению специального жюри. Победителям были обещаны места в партийных списках «Партии Роста». Это были скорее не праймериз, а открытый конкурс на формирование «молодежной» части партийного списка.

## Альянс зелёных
Альянс зелёных проводил праймериз на своём официальном сайте. Их участником мог стать любой желающий член или сторонник этой партии не моложе 21 года, не имеющий ограничений пассивного избирательного права. Голосовать за кандидата мог любой гражданин России, обладающий активным избирательным правом. Победителям праймериз были обещаны места в федеральном и региональном партийных списках «Альянса зеленых». Уточнялось, что лица, не участвовавшие в праймериз, могут быть включены в партийные списки кандидатов только после того, как там места займут участники праймериз. Для выдвижения по одномандатным округам результаты праймериз имели лишь консультативное значение. Всего в праймериз участвовали 49 претендентов.

## Справедливая Россия
С 2016 года Справедливая Россия перед местными и региональными выборами проводит «Справедливый призыв» (по анологии Ленинский призыв), направленный на привлечение к выдвижению новых кандидатов в депутаты.